# Karosa C 744
A Karosa C 744 a Karosa Állami Vállalat által 1988 és 1992 között gyártott cseh helyközi csuklós autóbusz mely a Karosa korábbi C 734-es és C 735-ös modelljeit váltotta le Csehszlovákiában. Utódja a Karosa C 943 helyközi csuklós autóbusz.  

## Műszaki adatok
A Karosa C 744 a Karosa 700 sorozat modellje. A C 734 és a C 735 modellekkel egységes. Két merev szakaszból áll, amelyek egy forgócsuklóval vannak összekötve. A karosszéria félig önhordó vázzal és motorral, kézi sebességváltóval a hátsó részen. Csak a harmadik C tengely szilárd, ami azt jelenti, hogy ez a csuklós busz toló konfiguráció. A mellső tengely független, a középső és a hátsó tengelyek szilárdak. Minden tengely légrugós felfüggesztésre van felszerelve . A jobb oldalon három ajtó van. A vezetőfülke nem különül el a jármű többi részétől. A buszok nyitott forgótányérral rendelkeznek.

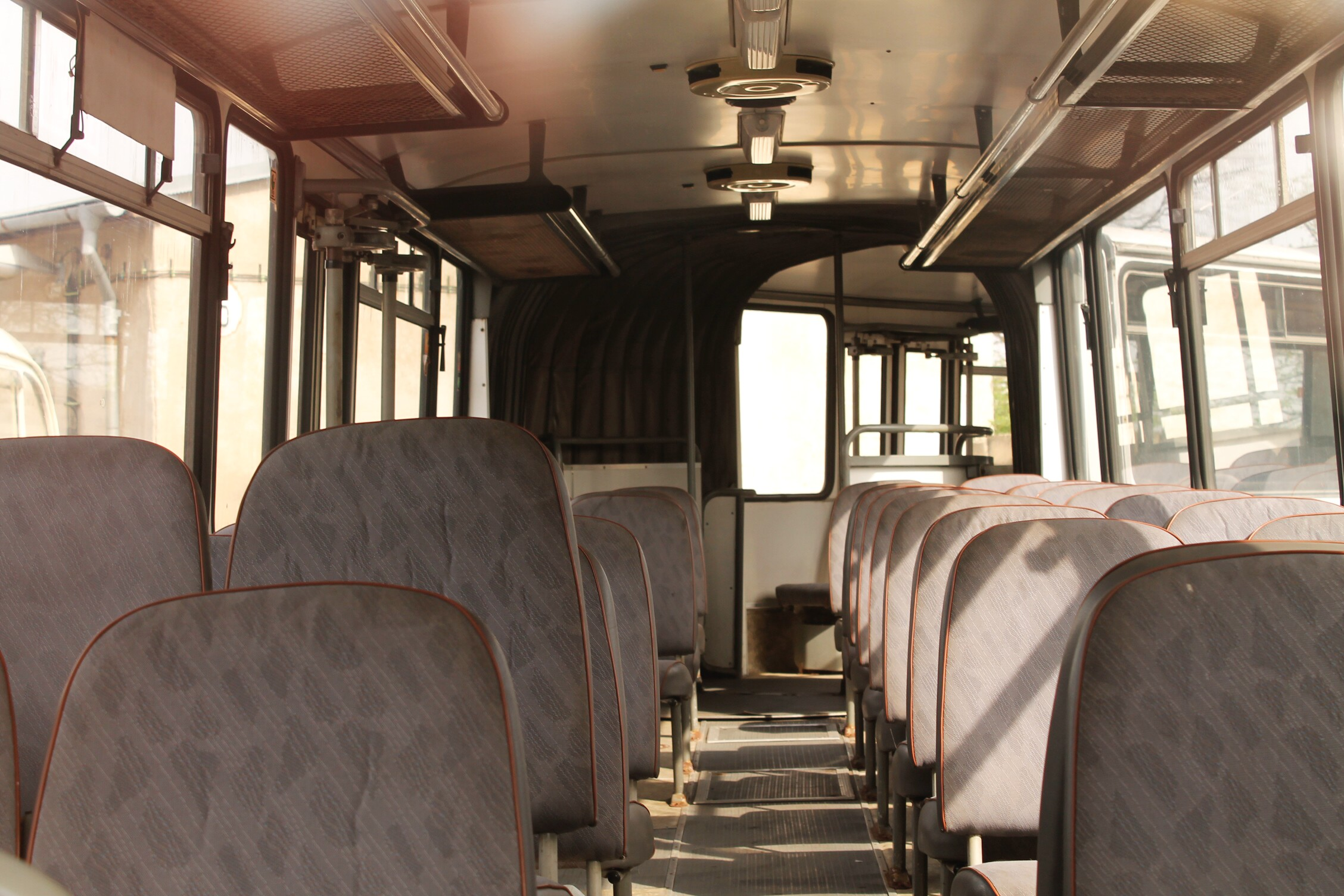
Utastér